# Новосёлка (Одесская область)
Новосёлка (укр. Новосілка) — село, относится к Тарутинскому району Одесской области Украины.
Население по переписи 2001 года составляло 200 человек. Почтовый индекс — 68510. Телефонный код — 4847. Занимает площадь 0,32 км². Код КОАТУУ — 5124786903.

## История
В 1945 г. Указом ПВС УССР село Новая Сарацика переименовано в Новосёлку.

## Местный совет
68510, Одесская обл., Тарутинский р-н, с. Петровка, ул. Матросова, 6